# Puechredon
Puechredon (occitanisch: Puègredond) ist ein Ort und eine Gemeinde mit 48 Einwohnern (Stand 1. Januar 2022) im südfranzösischen Département Gard.

## Lage
Puechredon liegt im Nordwesten des Départements Gard ca. 35 km (Fahrtstrecke) nordwestlich der Großstadt Nîmes in den südlichen Ausläufern der Cevennen in einer Höhe von ca. 100 m ü. d. M. Das Klima ist gemäßigt; Regen fällt verteilt über das ganze Jahr.

## Bevölkerungsentwicklung
| Jahr      | 1800 | 1851 | 1901 | 1954 | 1999 | 2017 |
| Einwohner | 61   | 55   | 57   | 50   | 36   | 40   |

Der kontinuierliche Rückgang der Einwohnerzahlen seit der Mitte des 19. Jahrhunderts ist im Wesentlichen auf die Mechanisierung der Landwirtschaft und den damit einhergehenden Verlust an Arbeitsplätzen zurückzuführen. Außerdem entvölkerten sich nahezu alle Bergregionen Frankreichs zugunsten der Städte in den Tallagen.

## Wirtschaft
Die Bewohner der Gemeinde lebten jahrhundertelang als Selbstversorger von Ackerbau und Viehzucht (Schafe, Ziegen, Hühner) sowie von den zahlreichen Edelkastanien in den umliegenden Wäldern; auch Weinbau wurde und wird betrieben. Heute ist der Tourismus in Form der Vermietung von Ferienwohnungen (gîtes) von wirtschaftlicher Bedeutung.

## Geschichte
Die erstmalige Erwähnung des Ortsnamens stammt aus einer Urkunde des Papstes Hadrian IV. aus dem Jahr 1156; eine weitere Urkunde aus dem Jahr 1217 erwähnt die Zugehörigkeit des Ortes zur Zisterzienserabtei von Mazan. Ort und Burg wurden während der Hugenotten- (1562–1598) und der Kamisardenkriege (1702–1704) in Mitleidenschaft gezogen.

## Sehenswürdigkeiten
- Die aus nur wenig behauenen Bruchsteinen errichtete kleine Kapelle steht am Ortsrand in der Nähe der Weinfelder.
- Die ehemalige Burg wurde während der Kamisardenkriege in großen Teilen zerstört.